# Jarmila Kratochvílová
Jarmila Kratochvílová, češka atletinja, * 26. januar 1951, Golčův Jeníkov, Češkoslovaška.
Nastopila je na olimpijskih igrah leta 1980, kjer je osvojila srebrno medaljo v teku na 400 m. Na svetovnem prvenstvu leta 1983 je osvojila naslova svetovne prvakinje v teku na 400 m in 800 m ter srebrno medaljo v štafeti 4×400 m. Leta 1982 je osvojila dve srebrni medalji na evropskem prvenstvu v teku na 400 m in štafeti 4×400 m. 26. julija 1983 je s časom 1:53,28 postavila svetovni rekord v teku na 800 m, ki še vedno velja in je najstarejši še veljavni rekord. 10. avgusta 1983 je postavila še svetovni rekord v teku na 400 m s časom 47,99, veljal je do leta 1985.